# Lučšije pesni (album)
Lučšije pesni (hrv. "Najbolje pjesme") je kompilacija najboljih pjesama ruskog glazbenika Nikolaja Noskova iz 2008. godine. Na albumu se nalazi 18 skladbi.

## Popis pjesama
1. Ja nemodnij (Я не модный)
2. Stekla i beton (Стекла и бетон)
3. Eto zdorovo (Это здорово)
4. Dobroj noći (Доброй ночи)
5. Ja tebja lublju (Я тебя люблю)
6. Fenečka (Фенечка)
7. Idu ko dnu (Иду ко дну)
8. Sneg (Снег)
9. Po pojas v nebe (По пояс в небе)
10. Paranoja (Паранойя)
11. Serdca krik (Сердца крик)
12. Ja tebja prošu (Я тебя прошу)
13. Romans (Романс)
14. Zimjaa noć (Зимняя ночь)
15. Belajaa noć (Белая ночь)
16. Blaž (Блажь)
17. Ispoved' (Исповедь)
18. A ne menjšeje ja ne soglasen (На меньшее я не согласен)